# Vilhelm Carl Ravn
Vilhelm Carl Ravn, född den 19 september 1838 i Helsingör, död den 17 maj 1905 i Köpenhamn, var en dansk musikhistoriker.
Ravn, som 1865 blev juris kandidat och 1871 anställd vid Köpenhamns polisväsen, där han 1887 blev vicepolitidirektör, hade tidigt idkat musik och har förtjänsten av att ha grundlagt den danska musikhistorien, först genom uppsatser i tidskriften "For idé og virkelighed" 1870-73, därefter genom tidningsartiklar och slutligen genom sitt 1886 utgivna Koncerter og musikalske selskaber i aeldre tid (det vill säga till 1836).